# رادونیا
رادونیا رودی است که به موتواوا می‌ریزد. این رود از کشور لهستان می‌گذرد. بخشی از آب این رود به کانال رادونیا می‌ریزد.این کانال در قرن چهاردهم میلادی توسط شوالیه‌های تتونیک ساخته شد. بین سال‌های ۱۹۱۰ تا ۱۹۳۷، ۸ نیروگاه آبی در کنار آن ساخته شد.